# الفتيات البريات
الفتيات البريّات هي رواية أطفال من تأليف بات ميرفي. فازت الرواية بجائزة كريستوفر، بالإضافة إلى فوزها بفئة كتب الأطفال في جوائز كتاب العام لعام 2008 التي تنظمها رابطة بائعي الكتب المستقلين في شمال كاليفورنيا.

## ملخص الرواية
تركّز الرواية على فتاة تبلغ من العمر اثني عشر عامًا تُدعى جوان، انتقلت مؤخرًا من ولاية كونيتيكت إلى إحدى البلدات في كاليفورنيا. وتعتقد جوان أنّ وقتها هناك سيكون بائسًا، حتى تلتقي بفتاة تُدعى سارة تُفضّل أن تُنادى فوكس، وهي تعيش مع والدها الكاتب في منزلٍ متهالك وسط الغابة.
تقضي جوان وسارة، أو كما يفضلان: نيوت وفوكس، كل أوقات فراغهما في الخارج، يتحدثان ويمرحان، وسرعان ما يبدآن في كتابة القصص معًا. وعندما يفوزان بالمركز الأول في مسابقة لكتابة القصص الأدبية للطلاب، يتم اختيارهما للانضمام إلى صف صيفي مرموق للكتابة، تُدرّسه كاتبة حرة تُدعى فيرلا فولانت.